# Freddie Welsh
Freddie Welsh (właśc. Frederick Hall Thomas, ur. 5 marca 1886 w Pontypridd, zm. 29 lipca 1927 w Nowym Jorku) – walijski bokser, zawodowy mistrz świata kategorii lekkiej.
Wychował się w rodzinie należącej do klasy średniej. W wielu 16 lat po raz pierwszy wyjechał do Stanów Zjednoczonych, a podczas drugiego pobytu w tym państwie rozpoczął w 1905 karierę boksera zawodowego. Po serii walk w Filadelfii powrócił w 1907 do Wielkiej Brytanii, gdzie kontynuował karierę pięściarską. W 1908 znowu walczył w Stanach Zjednoczonych. W tym roku m.in. przegrał i zremisował z Packeyem McFarlandem oraz pokonał Abe Attella. 23 sierpnia 1909 w Mountain Ash zdobył tytuł zawodowego mistrza Europy w wadze lekkiej po pokonaniu Henriego Pieta. Obronił ten tytuł oraz został brytyjskim mistrzem w tej kategorii po wygranej 11 listopada tego roku w Londynie z Johnnym Summersem. Uzyskał wówczas pas Lonsdale'a przyznawany brytyjskim championom. W 1910 m.in. zremisował z Packeyem McFarlandem i pokonał w obronie tytułu europejskiego innego wybitnego boksera walijskiego Jima Driscolla. W 1911 stracił oba tytuły po porażce 27 lutego z Mattem Wellsem. Potem znowu wyjechał do Ameryki, gdzie m.in. pokonał Williego Ritchiego.
11 listopada 1912 Welsh odzyskał pasy europejskiego i brytyjskiego mistrza wagi lekkiej po wygraniu rewanżowej walki z Mattem Wellsem, a 16 grudnia tego roku został mistrzem Wspólnoty Brytyjskiej po zwycięstwie nad Hughie Meheganem. Po tej walce zaczął być uważany w Wielkiej Brytanii za mistrza świata. Po udanych obronach tytułu europejskiego w 1913 Welsh znowu wyjechał do Stanów Zjednoczonych. Tam m.in. stoczył walkę no decision z Johnnym Dundee i pokonał Mexican Joe Riversa, a po powrocie do Wielkiej Brytanii zmierzył się 7 lipca 1914 w Londynie z Williem Ritchiem, który był uznawany w USA za mistrza świata, w pojedynku o zunifikowane mistrzostwo świata. Welsh zwyciężył po 20 rundach na punkty. Skutecznie bronił tego tytułu w wielu walkach, ale dokładne ustalenie, stawką których walk było mistrzostwo świata, jest trudne, ponieważ nie było w tym czasie organizacji zarządzającej prawami do tytułu mistrza świata. W dodatku Welsh walczył w tym okresie zwykle w formule no decision, w której nie ogłaszano zwycięzcy na punkty, mógł więc stracić mistrzostwo tylko w razie przegranej przed czasem. Poniżej znajduje się wykaz skutecznych walk Welsha w obronie mistrzostwa:
| Data                      | Miejsce          | Oponent         | Wynik                         | Źródło      |
| ------------------------- | ---------------- | --------------- | ----------------------------- | ----------- |
| 27 października 1914(dts) | Boston           | Matty Baldwin   | wygrana na punkty             | [ 3 ]       |
| 26 listopada 1914(dts)    | Syracuse         | Young Abe Brown | no decision                   | [ 3 ]       |
| 15 lutego 1915(dts)       | Grand Rapids     | Jimmy Anderson  | no decision                   | [ 3 ]       |
| 25 lutego 1915(dts)       | Milwaukee        | Charley White   | no decision                   | [ 3 ] [ 4 ] |
| 9 kwietnia 1915(dts)      | Toledo           | Billy Wagner    | no decision                   | [ 3 ] [ 5 ] |
| 24 maja 1915(dts)         | Montreal         | Frankie Fleming | no decision                   | [ 3 ]       |
| 15 listopada 1915(dts)    | Winnipeg         | Johnny O’Leary  | no decision                   | [ 3 ]       |
| 31 marca 1916(dts)        | Nowy Jork        | Benny Leonard   | no decision                   | [ 3 ] [ 6 ] |
| 4 lipca 1916(dts)         | Denver           | Ad Wolgast      | dyskwalifikacja w 11. rundzie | [ 3 ]       |
| 4 września 1916(dts)      | Colorado Springs | Charley White   | wygrana na punkty             | [ 3 ] [ 7 ] |
| 22 września 1916(dts)     | Seattle          | Harry Anderson  | wygrana na punkty             | [ 3 ]       |
| 17 kwietnia 1917(dts)     | Saint Louis      | Battling Nelson | no decision                   | [ 3 ] [ 8 ] |

W tym okresie Welsh walczył również z takimi pięściarzami, jak: Ad Wolgast (wygrana w 1914 i no decision w 1916), Willie Ritchie (no decision w 1915), Benny Leonard (no decision w 1916), Rocky Kansas (no decision w 1917) i Johnny Kilbane (no decision w 1917).

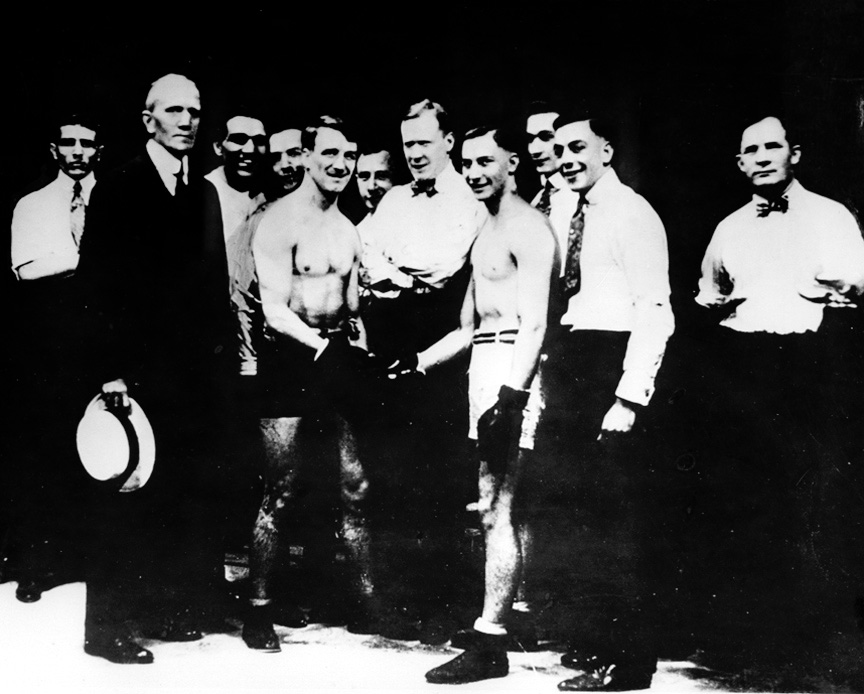
Welsh (z lewej strony) i Benny Leonard w walce w 1917

Utracił tytuł mistrzowski po porażce z Bennym Leonardem przez techniczny nokaut w 9. rundzie 28 maja 1917 w Nowym Jorku. Po tej walce wycofał się z ringu, ale powrócił i stoczył sześć walk w latach 1920-1922.
Źle ulokowane inwestycje sprawiły, że stracił majątek i zmarł w 1927 w biedzie, w wieku zaledwie 41 lat. Został wybrany w 1997 do Międzynarodowej Bokserskiej Galerii Sławy.